# Гемотоксины
Гемотоксины (от др.-греч. αἷμα — кровь и др.-греч. τοξικον — яд) — вещества микробного, растительного или животного происхождения, повреждающие оболочки эритроцитов крови и вызывающие их гемолиз. Гемотоксины — большей частью ферменты типа лецитиназ или фосфолипаз, расщепляющие в оболочке эритроцитов фосфолипиды, или сапониноподобные вещества, воздействующие на другой компонент оболочки — холестерин.

## Основные сведения
Гемотоксинами, или гематическими, являются токсины, которые разрушают красные кровяные клетки (то есть вызывают гемолиз), нарушая свёртываемость крови, и/или вызывают разрушение органов и общие повреждения в тканях. Термин «гемотоксин» в определённой степени неправильный, поскольку токсины, которые наносят ущерб крови, повреждают и другие ткани.

## Разновидности
Различают гемотоксины:
- микробного происхождения (гемотоксины стафилококков, стрептококков и др.);
- растительного происхождения (токсоальбумины, рицин, кротин, сапонины и абрин);
- животного происхождения: арахнолизины некоторых пауков (Latrodectus, Atrax, Lycosa и др.), гемотоксин паразитических червей (Dibothriocephalus), змеиные яды, особенно яды гадюковых и др.

## Чувствительность
Чувствительность эритроцитов разных видов животных к одному и тому же гемотоксину неодинакова. Так, змеиные яды (например, яд кобры) лизируют эритроциты морских свинок, собак и человека, но не действуют на эритроциты крупного рогатого скота, овец и коз. Лецитины и холестерин в больших дозах предупреждают действие гемотоксинов.

## Гемолитические яды
Вещества вызывающие внутрисосудистый гемолиз можно разделить на три группы:
1. Гемолитики прямого дествия ( 1. разрушающие эритроциты ( при определённой дозе) в результате прямого действия на мембрану эритроцита. 2.Истощающие систему защиты мембран (систему глутатиона))
2. Гемолитики опосредованного действия  (метгемоглобионообразователи как вещества, вызывающие снижение осмотической стойкости эритроцитов.)
3. Вещества вызывающие иммунные гемолитические анемии.[1]

Токсикодинамика: Патогенез острого отравления.
Тем или иным механизмом гемолитики разрушают эритроциты, в результате чего, гемоглобин выходит в плазму крови. В первые часы после острого воздействия клиника гипоксии практически не выражена, так как вышедший из эритроцитов гемоглобин, какое-то время еще способен связывать кислород. Гемолитическая анемия развивается спустя 1-2 дня с момента отравления.
Значительно более тяжёлыми являются последствия действия свободно циркулирующего в крови гемоглобина на почечную ткань. Повреждение гемоглобином почек приводит к развитию ОПП. В тяжёлых случаях развивается уремия. Смерть наступает через несколько дней от момента поступления гемолитика в организм.
Патологоанатомическая картина:
Отмечается характерная картина изменения почек: Почки увеличены в размерах, мягкие, цвета спелой сливы. На разрезе рисунок почки сглажен, ткань её буро-красного цвета. Полости боуменовых капсул растянуты и заполнены мелкозернистым содержимым. Просветы канальцев выполнены бурой массой, дающей положительную реакицю на железо.